# Chanoines réguliers du Grand-Saint-Bernard
 (septembre 2022).
Pour les articles homonymes, voir CRB.
La Congrégation des chanoines réguliers des saints Nicolas et Bernard de Mont-Joux (en latin Congregatio Sanctorum Nicolai et Bernardi Montis Iovis, C.R.B.) - plus communément appelée Congrégation des chanoines réguliers du Grand-Saint-Bernard - est une congrégation catholique fondée par saint Bernard de Menthon vers 1050. La congrégation est surtout connue pour sa présence à l'hospice du Grand-Saint-Bernard où elle assure une mission de secours et d'accueil depuis le XIe siècle.

## Histoire

### Fondation

#### Le monastère de Bourg-Saint-Pierre
Construit au pied du col du Grand-Saint-Bernard, dans le Valais actuel, l'abbaye Saint-Pierre de Montjoux apparaît pour la première fois dans les textes dans les années 810-820, mais sa fondation est méconnue : Quaglia[Qui ?] suggère une fondation royale, ainsi qu’un rôle de l'abbaye territoriale de Saint-Maurice d'Agaune d’après des données géographiques, politiques, et religieuses. Il suppose également que ce monastère abritait des clercs suivant la règle de Chrodegang de Metz, tout comme l’abbaye valaisanne[réf. nécessaire]. Ce monastère, également nommé Saint-Pierre de Montjoux, possédait des terres jusque dans le pays de Vaud.
Le monastère est occupé par les Sarrasins au Xe siècle, et la capture de l’abbé Mayeul de Cluny a lieu tout près du monastère. Au début du XIe siècle, il est reconstruit et reprend son rôle hospitalier avant d’être offert par le roi Rodolphe III de Bourgogne à son épouse Ermengarde,. Ceux-ci[Qui ?] s’engagent à rendre sûr le passage du col, alors occupé par des bandes de pillards organisés. Cela se fait à la fin des guerres de succession au trône du royaume de Bourgogne, à partir des années 1040[réf. nécessaire].

### Administration
Une première église-hospice dédiée à saint Nicolas existait avant 1100 au Mont-Joux (ancien nom du col du Grand-Saint-Bernard). À la suite de la mort de son fondateur Bernard de Menthon, son nom est ajouté au vocable de l’église dès 1149. La dotation de cet hospice est principalement constituée par les comtes de Savoie-Maurienne, et dès 1177, l’église de Saint-Pierre figure dans les textes comme une possession du nouvel hospice, alors que les églises voisines appartiennent à l’évêque de Sion. Les terres ainsi que les droits de cet ancien monastère passent tous à l’hospice. Les religieux sont appelés « clercs » vers le milieu du XIIe siècle, puis « chanoines » dès 1191.
Le col étant très fréquenté, « un mouvement général de générosité » permet de lui constituer une dotation importante, avec des biens s’étendant du diocèse de Londres au sud de l’Italie. Cela nécessite le développement rapide d’une administration pouvant gérer tous ces biens. Il existe alors une vraie unité entre l’église et ses desservants, puisqu’aucun d’entre eux ne peut posséder de biens. Peu à peu, dans les premières décennies du XIIIe siècle, la situation évolue : le prévôt possède son propre sceau, puis c’est au tour du chapitre. Dès 1265, il existe trois organes différenciés : le chapitre conventuel, le chapitre général, et le prévôt.
D’après les premières constitutions connues, qui datent de 1438, le chapitre conventuel est composé de quinze personnes : le prévôt (à la tête de l’ordre), le prieur conventuel, et d’autres chanoines. Il détient le pouvoir exécutif, et siège dans le lieu principal de la prévôté. C’est lui qui procède à l’élection du prévôt, et administre la prévôté en cas de vacance.
Le chapitre général se rassemble tous les ans, soit le 9 mai (jour de la translation des reliques de saint Nicolas) soit le 28 août, fête de saint Augustin, pour plusieurs jours. Il est présidé par le prévôt, et est le seul propriétaire des biens de la prévôté. Tout acte doit être avalisé par lui.
Très tôt, dès le XIIe siècle, la prévôté est dotée de territoires et de biens (églises ou chapelles), soit par des familles nobles, soit par des évêques. Ces biens se situent dans les diocèses de Genève, Fribourg, Lausanne, Sion, mais aussi Turin, Ivrée, et même Londres. Toutefois, c’est dans la région d’Aoste que les dotations sont les plus nombreuses, principalement grâce au culte de saint Bernard.
Le prévôt de l’hospice administre le lieu pour le compte du prieur de Bourg-Saint-Pierre, mais l’hospice devenant progressivement plus important que ce monastère, son recteur devient aussi le premier personnage de l’Ordre. Par la suite, les prévôts ne résidant plus à l’hospice, on y installe un prieur (le premier prieur connut exerçait son activité en 1222). Au début, c’est le prévôt qui est chargé de l’administration de tous les biens de l’hospice, la charge de cellérier n’apparaissant qu’au XVe siècle.

### Apogée
L'apogée de l'ordre se situe entre le tout début du XIVe siècle et la mise en commende de la prévôté, soit 1302 - 1438. L'administration est en place, l'économie florissante grâce aux fermes de Meillerie, Roche, et les prévôts deviennent des personnages influents, conseillers les plus proches des comtes de Savoie. À cette période, les prévôts, bien souvent issus de la noblesse d'Aoste, de Savoie ou du Pays de Vaud, ont déjà délaissé l'hospice (où les conditions de vie sont difficiles) pour des résidences qu'ils se font construire au bord du Léman : le prieuré de Meillerie au XIIIe, le prieuré d'Etoy, la ferme de Roche. Cette tendance va en s'amplifiant : Guillaume de Pizy fait construire un château-hospice dans sa localité d'origine, et Hugues d'Arces s'installe au prieuré de Montjoux dit château de Rives à Thonon-les-Bains, dans le but de se rapprocher de la cour de Savoie, logée au château de Ripaille.

### L'École pratique d'agriculture
En 1951, l'administration régionale de la Vallée d'Aoste confie à la Congrégation la tâche de fonder et de gérer l'École pratique d'agriculture de Montfleury à Aoste, dans le but de fournir des connaissances théoriques et pratiques aux jeunes souhaitant devenir agriculteurs. L'Institut agricole régional prend le relais en 1982.

### Le Château-Verdun
De 1992 à 2011, une maison d'accueil exerce également le charisme de l'hospitalité à Saint-Oyen, en Vallée d'Aoste, le Château-Verdun. En février 2012, il est confié au diocèse d'Aoste.

### Aujourd'hui
Fin 2020, La congrégation ne comprend plus que cinq maisons avec 31 religieux, dont 25 prêtres. La congrégation possède toujours l'hospice du Grand-Saint-Bernard et l'hospice du Simplon, dont certains chanoines s'occupent de trois zones paroissiales environnantes et une troisième maison missionnaire se trouve à Taïwan dans le diocèse de Hualien, auprès des tribus Tarocco, sur la côte est de l'île. Trois chanoines y sont actuellement présents (2012). La maison prévôtale se trouve à Martigny. C'est là que demeurent le prévôt et les chanoines à la retraite. La dernière ordination remonte à 2022.
La congrégation édite une revue Mission du Grand-Saint-Bernard, depuis 1946, avec trois numéros par an,, consultable en ligne.

## Abus sexuels
En avril 2022, la presse révèle une plainte pénale pour viol sur une mineure, de 16 ans à l'époque des faits, déposée contre un chanoine du Grand-Saint-Bernard. Les faits sont prescrits car ils datent de plus de trente ans mais une enquête canonique est engagée. Par ailleurs, le chanoine incriminé est père d'un enfant dans le cadre d'une autre relation mais cette fois-ci consentie. Mais la mère de l'enfant et l'homme d'Église n'ont pas souhaité se marier. Aussi, en accord avec le supérieur de l’époque, le chanoine a décidé de rester dans la communauté du Grand-Saint-Bernard. Il est maintenant grand-père.
Toujours en avril 2022, une autre plainte est révélée. Il s'agit d'un prêtre de la Congrégation du Grand-Saint-Bernard, enseignant au sein du collège Champittet, auteur d'attouchements d’ordre sexuel sur un enfant de 12 ans dans les années 1980. Le prêtre a reconnu l'agression sexuelle mais les faits sont prescrits et une simple procédure canonique est engagée,. Néanmoins ce prêtre a concélébré une messe d’ordination en août 2022. Pour la victime du prêtre pédophile : « l’évêque ni le prévôt ne se rendent compte de la véritable gravité des actes commis par leur camarade. C’est précisément cette lâcheté ordinaire dont ils ont fait preuve en n’osant pas lui interdire d’apparaître à l’ordination, qui fait que des pédocriminels peuvent faire tant de mal tout en gardant la conscience tranquille ». L'évêque Jean-Marie Lovey et  le prévôt du Grand-Saint-Bernard Jean-Michel Girard évoquent la présomption d’innocence canonique. À la suite de protestations, dont celle de la victime alléguée, les deux responsables religieux présentent leurs excuses. Le jugement ecclésiastique est rendu en décembre 2022, le chanoine est reconnu coupable d’abus sexuels. Il ne doit plus célébrer les sacrements sauf dans la chapelle de la Maison du Saint-Bernard à Martigny où il doit résider.
En 2024, l'analyse des archives de la congrégation du Grand-Saint-Bernard est publiée, révèlant cinq cas d’abus sexuels entre 1955 et 1983. Deux cas d’abus sexuels sont déjà connus et trois autres sont nouveaux.

## Personnalités

### Prévôt
Le Chapitre est administré par un prévôt. Les premiers temps sont mal connus. Il faut attendre la première moitié du XIIe siècle pour voir la mise en place d'un clergé dirigé par un prévôt ou prieur,, élu par le Chapitre. Ils apparaissent dans la documentation médiévale avec la forme prévôt de Mont-Joux.
À partir du XVe siècle, l'administration tombe en commende, mais aussi jusqu'au XVIIIe siècle sous l'influence de la maison de Savoie,. Le prévôt Louis Boniface tente de réformer notamment en rappelant le libre choix du prévôt, ce qui provoque un scission au sein de la congrégation, opposant les valaisans et les savoyards. La séparation a lieu en 1735, puis dans un second temps avec la sécularisation des possessions savoyardes et piémontaises et leur réunification (sauf les paroisses) à l'ordre des Saints-Maurice-et-Lazare
La résidence du prévôt d'Aoste à Martigny, à partir de 1596.

## Chanoines renommés
- Bernard de Menthon, fondateur de l'hospice et de la congrégation
- Laurent-Joseph Murith, savant
- Bienheureux Maurice Tornay, missionnaire en Chine

## Galerie

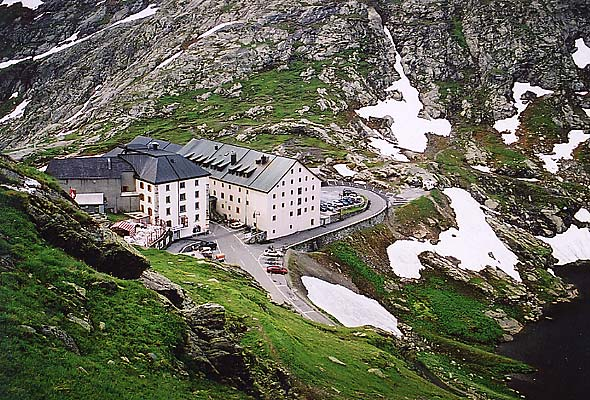
Vue de l'hospice à Bourg-Saint-Pierre.
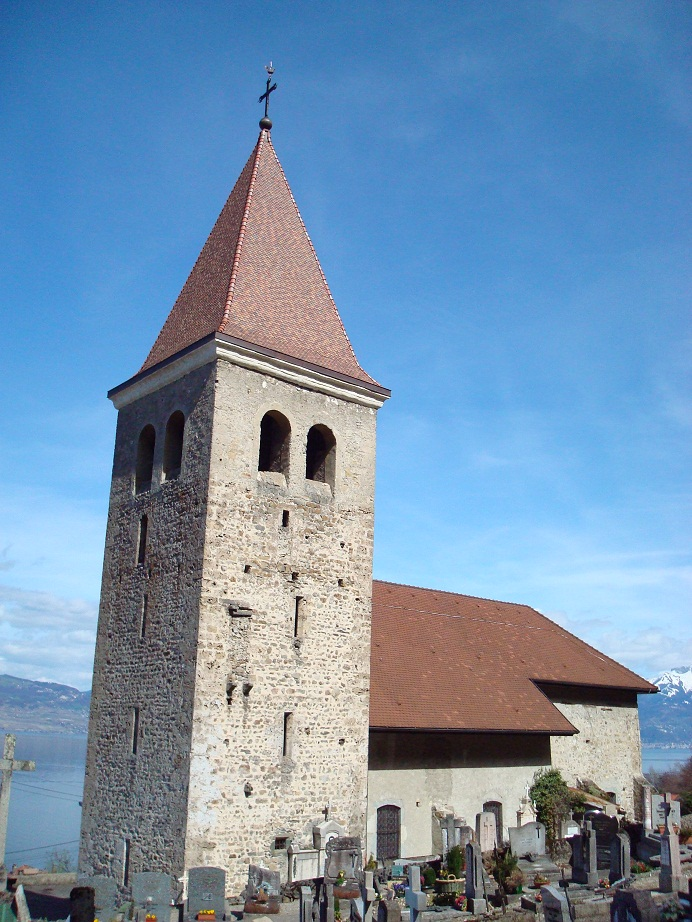
Prieuré de Meillerie.
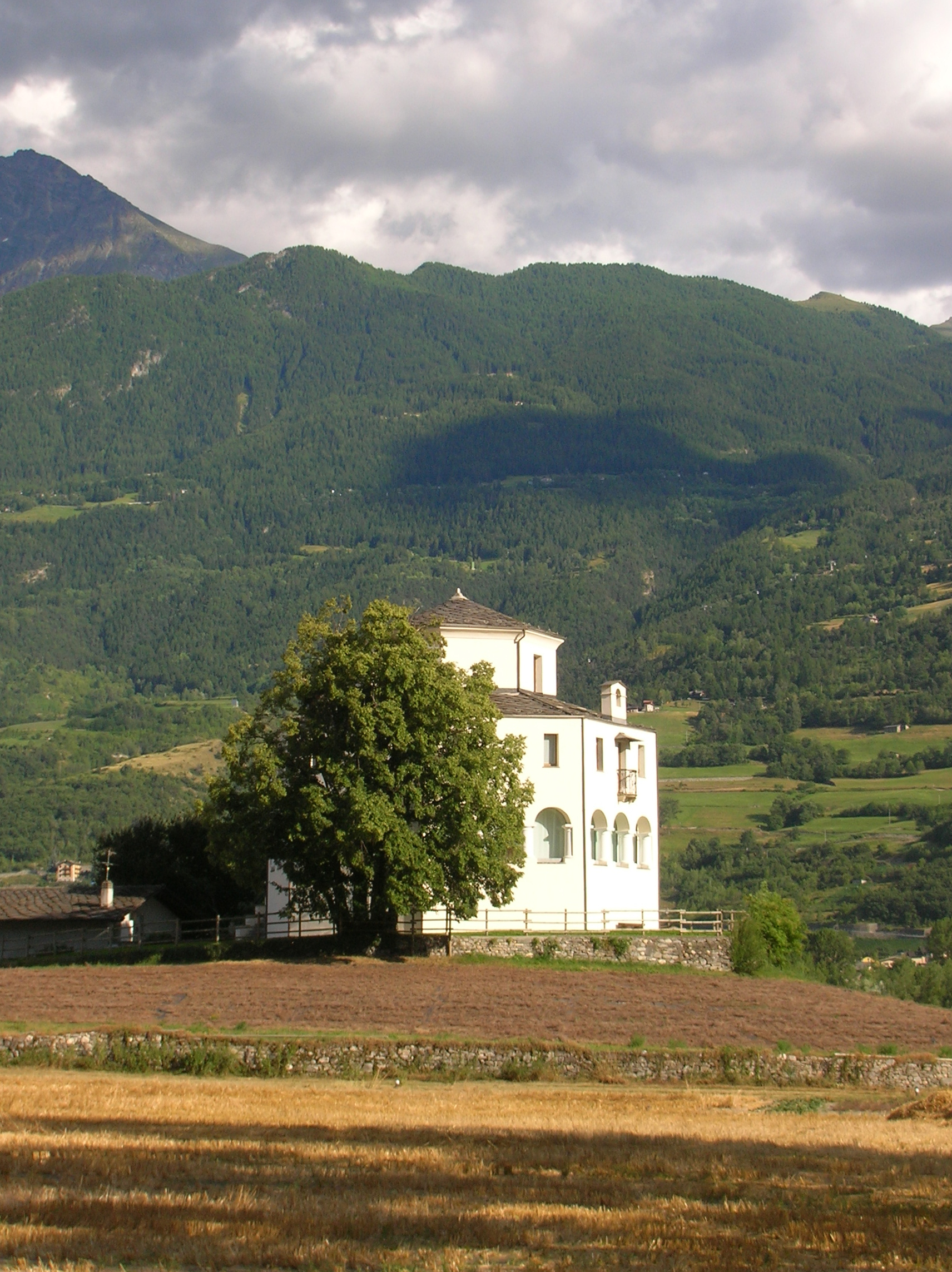
Le château de Montfleury.
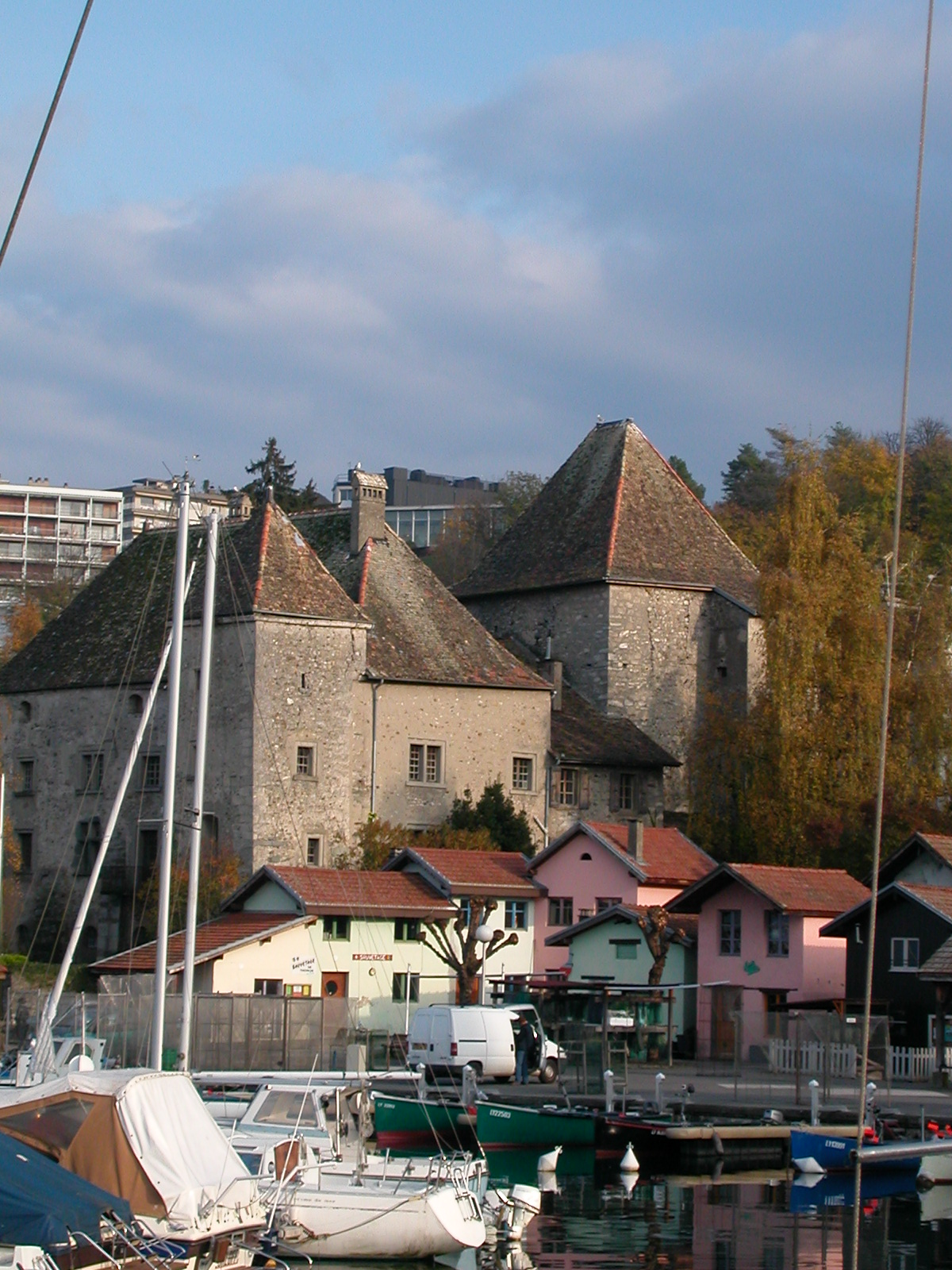
Le prieuré de Montjoux dit château de Rives à Thonon-les-Bains vu depuis le port.
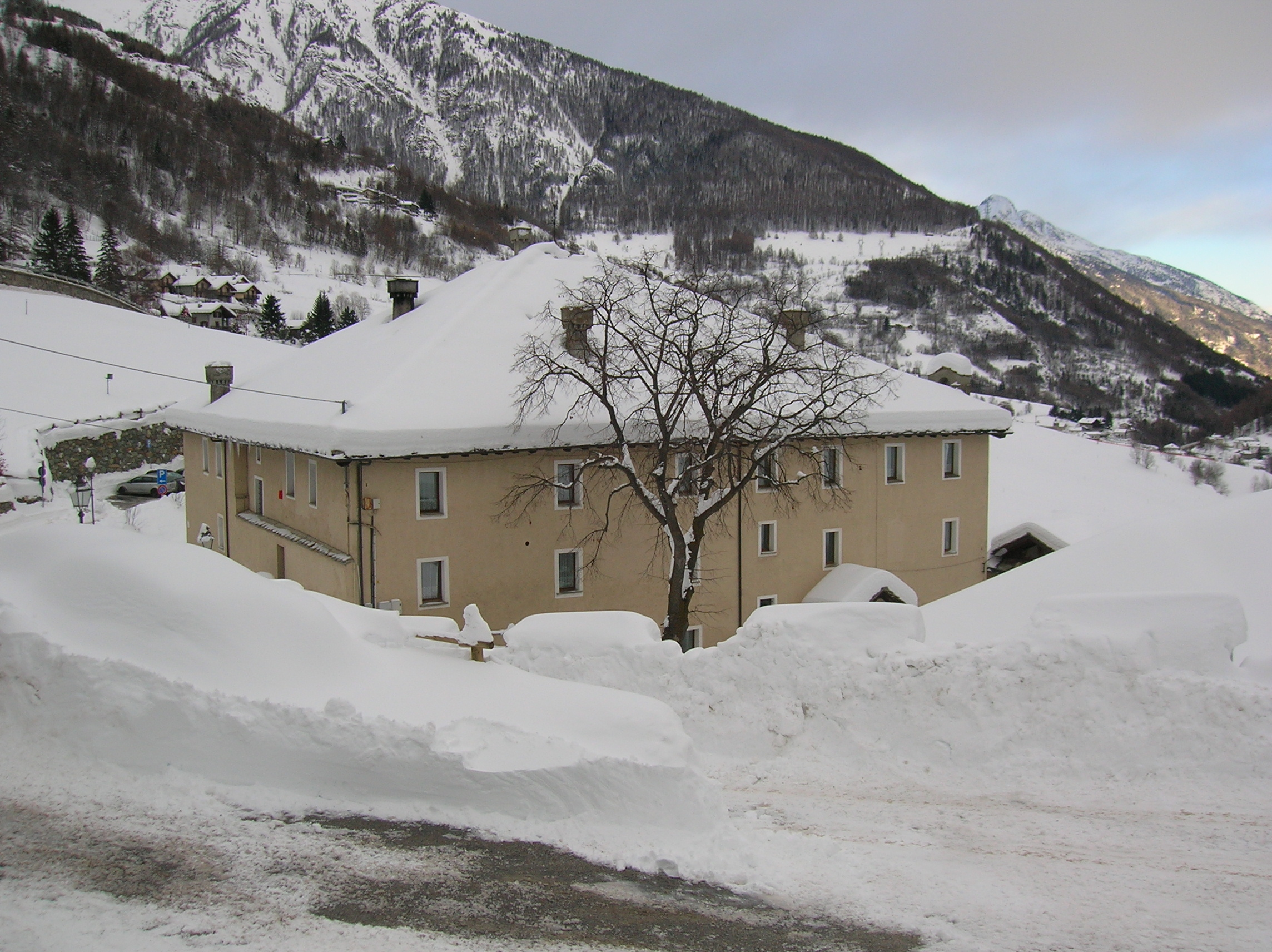
Le Château-Verdun à Saint-Oyen.
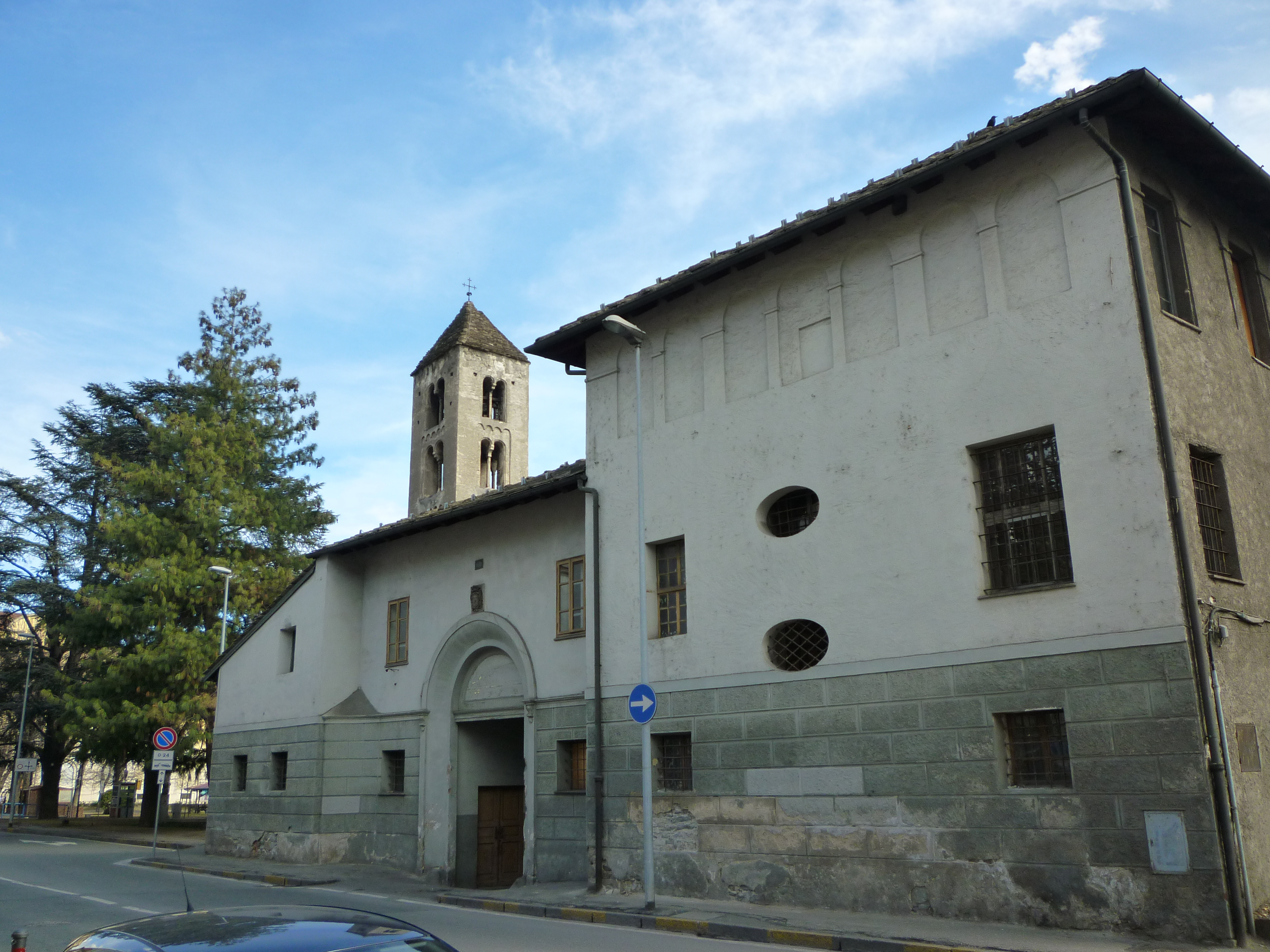
La façade du collège Saint-Bénin à Aoste.